# 그녀에게 (2010년 영화)
"그녀에게"는 2010년에 개봉한 대한민국의 영화이다.

## 캐스팅
- 이우성 : 인수 역
- 조성하 : 동연 역
- 한주영 : 혜련 / 배우 / 동연 딸 역
- 경기환 : 혜련 남자친구 역
- 김해수 : 경장 형사 역
- 김서현 : 인수 딸 역
- 서장현 : 서핑남 역
- 최종성 : 서핑남 역
- 박태욱 : 서핑남 역
- 대연 : 선원 역
- 양유진 : 배우 (목소리) 역